# Caullery
Caullery – miejscowość i gmina we Francji, w regionie Hauts-de-France, w departamencie Nord.
Według danych na rok 1990 gminę zamieszkiwało 436 osób, a gęstość zaludnienia wynosiła 174 osób/km² (wśród 1549 gmin regionu Nord-Pas-de-Calais Caullery plasuje się na 829. miejscu pod względem liczby ludności, natomiast pod względem powierzchni na miejscu 874.).